# Бароне, Фаустино
Деивис Фаустино Бароне Мора (исп. Deivis Faustino Barone Mora; род. 11 мая 2006, Асунсьон) — уругвайский футболист, нападающий клуба «Ривер Плейт».

## Клубная карьера
Бароне — воспитанник столичного клуба «Ривер Плейт». 19 февраля 2023 года в матче против столичного «Расинга» он дебютировал в уругвайской Примере. 18 июня в поединке против столичного «Пеньяроля» Фаустино сделал «дубль», забив свои первые голы за «Ривер Плейт».

## Международная карьера
В 2023 году Бароне в составе юношеской сборной Уругвая принял участие в юношеском чемпионате Южной Америки в Эквадоре. На турнире он сыграл в матчах против команд Колумбии, Чили, Эквадора и Бразилии. В поединке против эквадорцев Фаустино забил гол.